# ホテルJALシティ長野
ホテルJALシティ長野（HOTEL JALCITY NAGANO）は、長野県長野市にあるオークラニッコーホテルマネジメントが運営するシティホテル。

## 概要
長野市の中心部、善光寺表参道に面する。16階建てで、同市内のホテルではホテル国際21と並んで最高層である。
三井ガーデンホテル長野として開業したが、2005年（平成17年）に三井不動産グループからケン・コーポレーションに売却。JALホテルズ（現 オークラニッコーホテルマネジメント）に運営が委託され、ホテルJALシティ長野として再スタートを切った。

## 沿革
- 1993年（平成5年）7月 - ガーデンホテルズ（現 三井不動産ホテルマネジメント）により、三井ガーデンホテル長野として開業。
- 2005年（平成17年）6月16日 - ホテルサンガーデン姫路・ホテルサンガーデン日立とともに、ケン・コーポレーションに売却。JALホテルズ（現 オークラニッコーホテルマネジメント）に運営が委託され、ホテルJALシティ長野となる。
- 2018年7月「中国料理」四川楼から　ホテル直営レストラン　中国料理「美麗華」オープン

## 施設
- 客室
- 宴会場「浅間」「妙高」「志賀」
- スカイレストラン「白馬」
- 中国料理「美麗華」
- バー「モエ」

## 交通
- JR・長野電鉄長野駅から徒歩7分
- 長野電鉄市役所前駅から徒歩4分
- 上信越自動車道 須坂長野東ICから車15分